# Cuorgnè

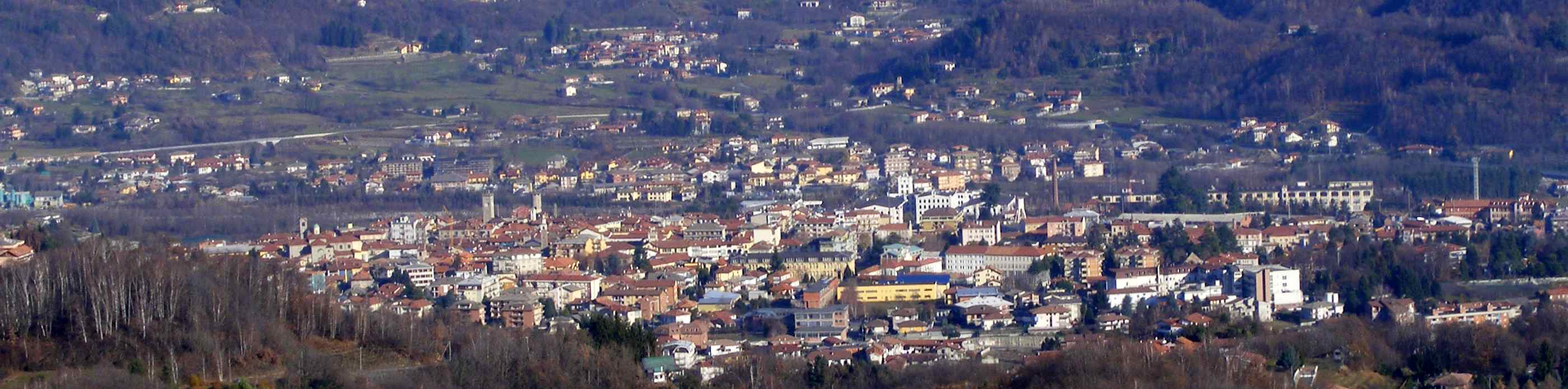
Panorama.

Cuorgnè es una localidad y comune italiana de la provincia de Turín, región de Piamonte, con 10.172 habitantes.

## Evolución demográfica
| Gráfica de evolución demográfica de Cuorgnè entre 1861 y 2001 |
|                                                               |
| Fuente ISTAT - elaboración gráfica de Wikipedia               |